# グレリン
グレリン (ghrelin) は、胃から産生されるペプチドホルモン。下垂体に働き成長ホルモン (GH) 分泌を促進し、また視床下部に働いて食欲を増進させる働きを持つ。GHS-R (growth hormone secretagogue receptor) の内因性リガンドである。
1999年、国立循環器病センターの児島将康・寒川賢治らにより発見された。
本稿は、特に明記しない場合、ヒトのグレリンについて記載する。

## 構造
- 分子量：3370.9
- アミノ酸配列：1 GSSFLSPEHQRVQQRKESKKPPAKLQPR 28

28個のアミノ酸からなり、3番目のセリンがオクタノイル化修飾をうける特徴的な構造をもつ。このオクタノイル化によりグレリンは活性型となり、生理活性を示す。オクタノイル修飾がつかない不活性型グレリンをデスアシルグレリンと呼び、血中では大部分がこの型である。

## 分泌調節
胃での産生細胞は、これまで機能が不明であったX/A-like細胞と呼ばれる内分泌細胞である。胃以外にも、腸管、視床下部、下垂体、膵臓、腎臓、胎盤、精巣などで少量ではあるが産生が認められる。
グレリンは絶食により血中濃度が上昇し、摂食により血中濃度は低下する。肥満者では血中濃度は低値を示し、やせ状態では血中濃度は高値を示す。

## 生理作用
グレリンは下垂体に働きかけ、成長ホルモン分泌を強力に刺激する。この作用は、成長ホルモン放出ホルモン (GHRH) による成長ホルモン分泌と相乗的である。また、視床下部に働きかけ、摂食を刺激する。グレリンの投与により、体重増加、脂肪組織の増大がみられることから、脂肪細胞が産生する抗肥満ホルモンであるレプチンに拮抗するホルモンであると考えられている。

## 名称
グレリンの"ghre"は、"grow"（成長）の印欧基語であることと"GH-releasing peptide"にちなみ命名された。